# 古風式微笑

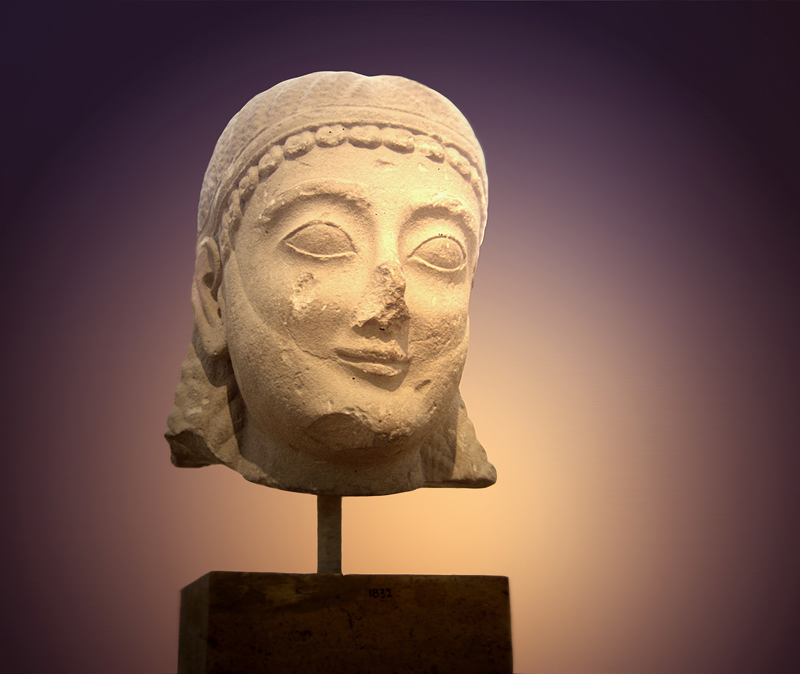
雅典国家考古博物馆中一个青年雕像的头部，一个「古風式微笑」的典型例子。

古風式微笑（英语：Archaic smile）是最初被古希腊雕塑家使用的特殊表情。该表情在公元前六世纪第二季度制作的雕塑中尤为常见。艺术史学家们推测当时雕塑家试图通过古風式微笑来让雕塑表现的活灵活现，表现一种幸福的感觉。对于现实主义的观众来说，微笑应该更为平滑，古風式微笑看起来相当不自然，当然这种不自然也可以认为是向自然主义美学发展产生的结果。其中最著名的“古風式微笑”的例子包括克罗伊索斯青年雕像、穿披肩的少女
在古希腊的古风时期（约公元前480年-600年）这段时期出产的艺术品中出现古風式微笑的比例激增。来自希腊，埃伊纳岛的阿法埃娅神庙西侧山墙上“垂死的战士”雕塑就是一个展示战士濒临死亡，脸上却带着古風式微笑的非常有趣的一幕。
在公元前五世纪中叶前的约两百年时间里，古風式微笑被广泛地应用到各类雕塑上。在希腊大陆，小亚细亚和爱琴海的岛屿上发现的雕像都证明了这一点。据推测，在这个时期的艺术家们认为古風式微笑代表着他们在雕刻过程中会受到神的祝福，或者只是单纯的代表着如同现代人拍照时摆好的微笑，没有实际意义的表情。

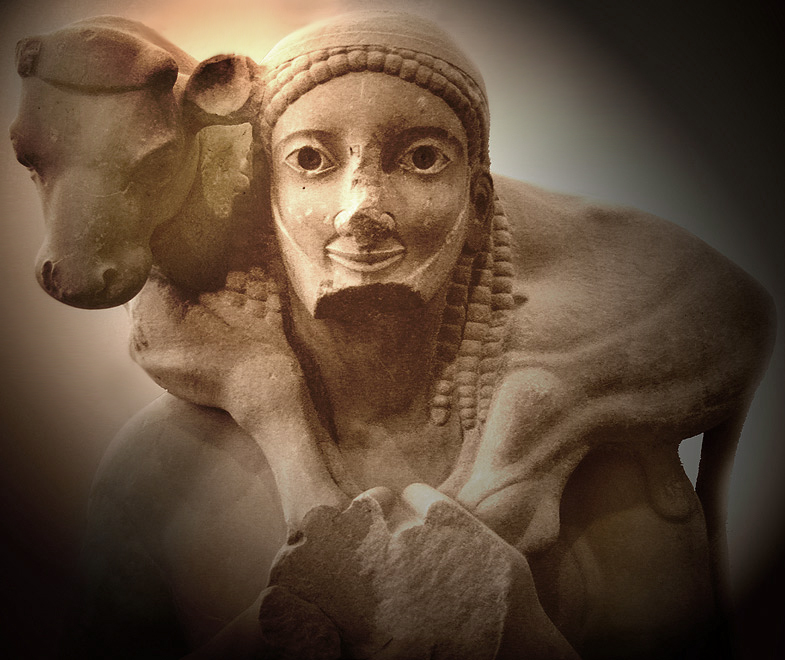
荷牛人，雅典卫城，公元前570年

尽管古風式微笑还没有公认的实际意义，但现在一般认为古希腊人通过这种微笑表达了一种理想化的健康和幸福的状态。探究这类知识这正是人类学存在的意义。
另一些说法认为古風式微笑只是单纯因为技术限制而出现的，这个说法认为在古风时期雕塑中把弯曲状的嘴部安装在几乎是块状的头上仍是技术上的难题，并因此出现了这种看似奇怪的微笑。还有一种由理查德·诺尔（Richard Neer）提出的理论认为，古風式微笑可能是一种地位象征，因为在古希腊，有许多城市的贵族被称为Geleontes，意为“微笑的那一位”。
一些不同的观点认为古風式微笑是“平淡而自然的”。因此约翰·福尔斯在他的小说《魔法師》（第23章）中写道：“...充满了最纯粹的形而上学的幽默[...] 永恒的智慧和永恒的欢乐，[...] 一顆恆星爆炸，就會有一千個像我們這樣的世界就會消失，我们知道这个世界存在。这就是这个微笑想说的：也許本來不存在的事物，現在卻是真實存在的[...]当我死去时，我會把這個放在床邊。这是我在人生最后一刻希望见到的脸。”

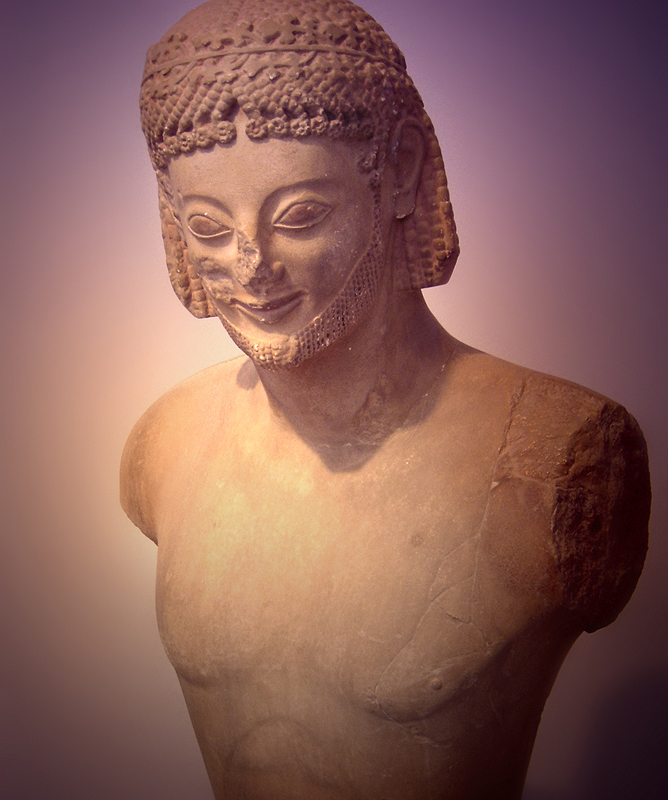
哈皮因骑手像，卫城博物馆

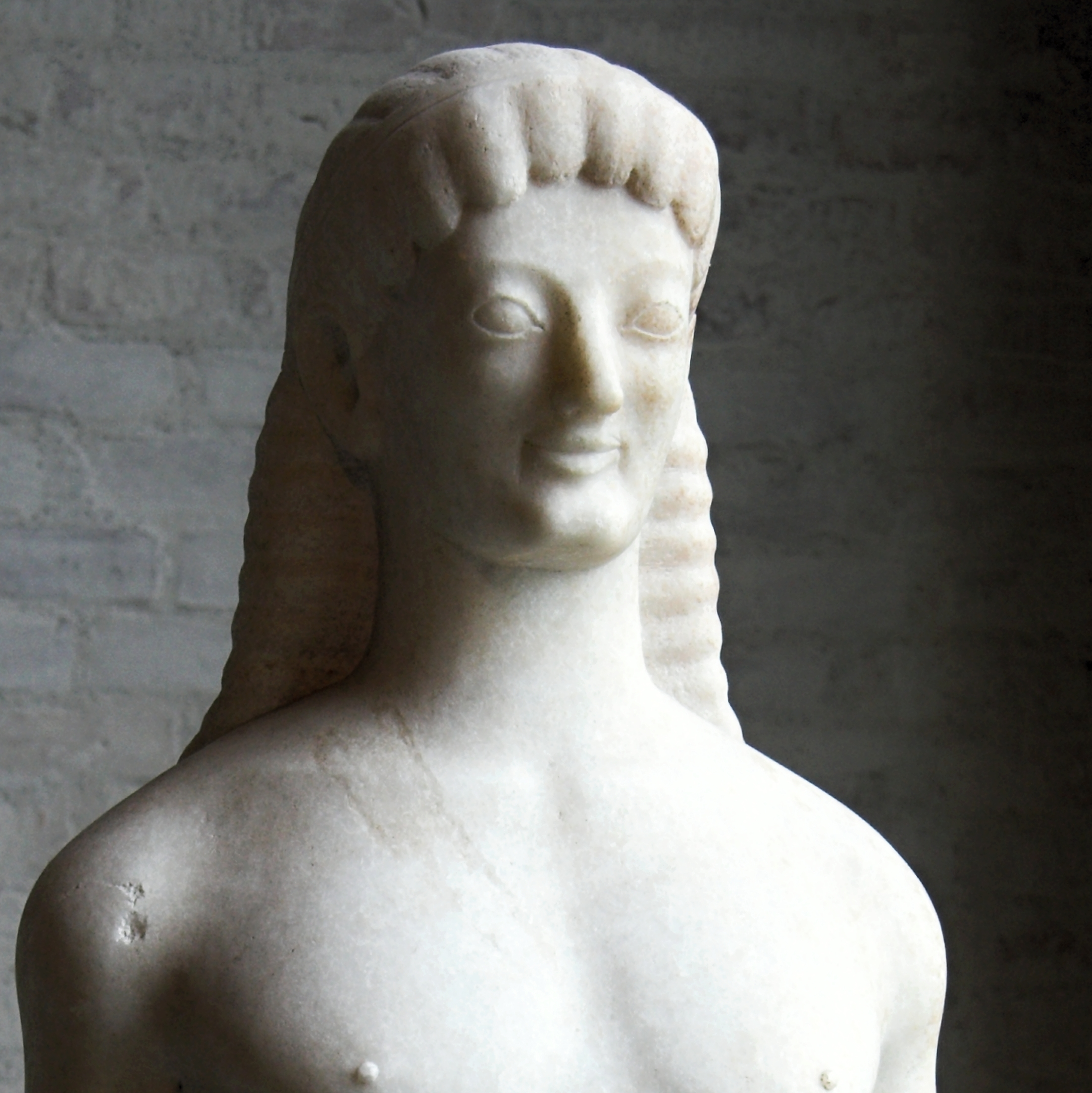
特内亚的青年雕像, 公元前560-550年,慕尼黑的古代雕塑展览馆
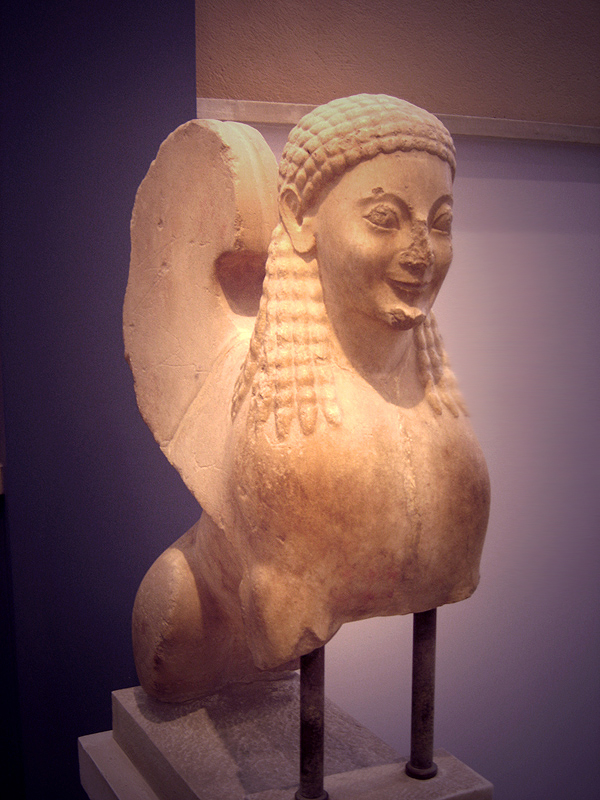
雅典卫城的斯芬克斯像
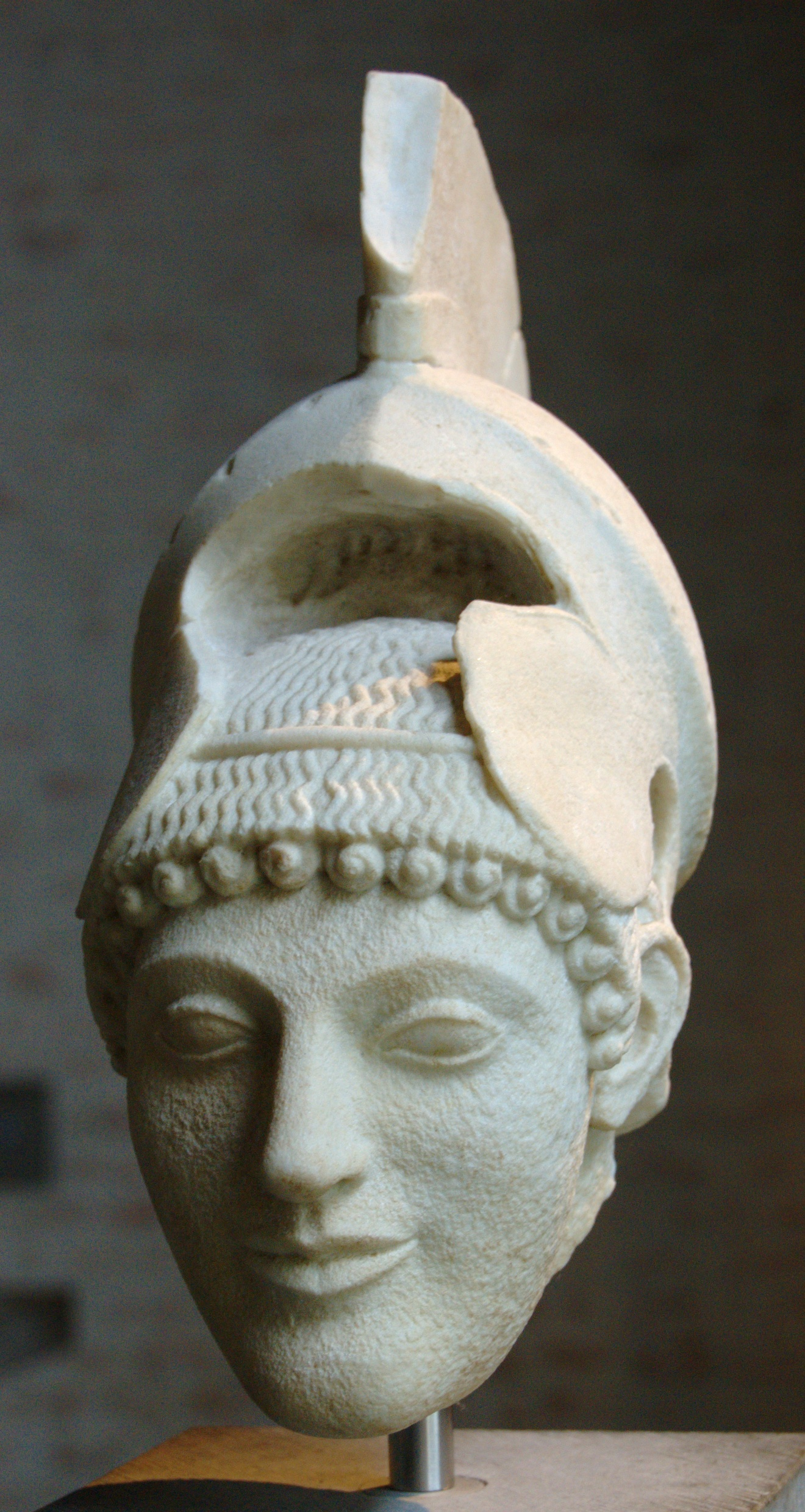
阿法埃娅神庙西山墙上的武士雕塑, 慕尼黑的古代雕塑展览馆